# Emmanuel Wanyonyi
Emmanuel Wanyonyi (ur. 1 sierpnia 2004) – kenijski lekkoatleta, specjalizujący się w biegach średniodystansowych, głównie na 800 metrów. W wieku osiemnastu lat zajął czwarte miejsce na Mistrzostwach Świata w Lekkoatletyce w amerykańkim Eugene. Złoty medalista Mistrzostw świata juniorów 2021, trzech mityngów Diamentowej Ligi, oraz Mistrzostw Świata w Biegach Przełajowych 2023 w drużynie mieszanej seniorów. Srebrny medalista Mistrzostw świata 2023.
Rekord życiowy: bieg na 800 metrów – 1:41,58 (7 lipca 2024, Paryż) 4. wynik w historii światowej lekkoatletyki.

## Życie prywatne
Dorastał w wielodzietnej rodzinie, w hrabstwie Trans Nzoia, położonym na północny zachód od stolicy Kenii – Nairobi. Od dziecka zajmował się pasterstwem bydła. Pochodzi z plemienia Luhja. Jego szkoła średnia znajdowała się w hrabstwie Nandi – kenijskiej kolebki biegania wysokogórskiego. W 2007 roku poznał Janeth Jepkosgei Busienei, pod okiem której rozpoczął treningi. 